# Ramsbergs kyrka
Ramsbergs kyrka är en kyrkobyggnad i Ramsberg i Västerås stift. Fram till 2010 var den församlingskyrka i Ramsbergs församling, men efter en församlingssammanslagning hör kyrkan numera till Linde bergslags församling.

## Kyrkobyggnaden
Kyrkan invigdes 1791 under det formella namnet av Gustav III:s kyrka. Som regel kallas den dock Ramsbergs kyrka. Kyrkan är orienterad så att torn och ingång ligger i nordnordväst och koret i sydsydost.
Det första kapellet byggdes i Ramshyttan 1538[källa behövs]. Det finns en uppgift att ett kapell fanns 1547 och en annan uppgift att det uppfördes 1589 men det sista årtalet kan hänvisa till en träkyrka som var borta 1673. Kapellet och träkyrkan byggdes av Ambrosius Markusson Keijser.
Vid församlingskyrkan finns en minnessten över Lasse-Maja med inskriptionen: 
I Ramsberg hans vagga
I Arboga hans grav
I rättsprotokollet hans minne

## Inventarier
- Dopfunten av kalksten har en cuppa från 1672.
- Predikstolen från 1805 är tillverkad av professor och hovbildhuggare Ljung i Stockholm.
- Orgeln är från 1806 och försågs 1960 med ett nytt orgelverk 27 med stämmor av orgelbyggare Gebrüder Jehmlich från Dresden.
- Altaruppsatsen är från 1724 och har i mittfältet en oljemålning föreställande Nattvarden.

## Galleri

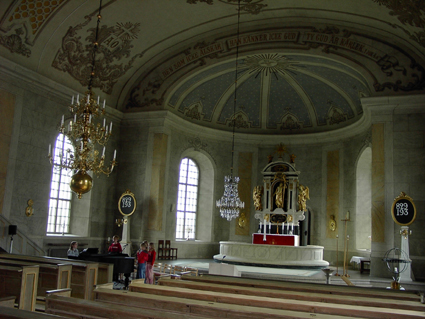
Koret
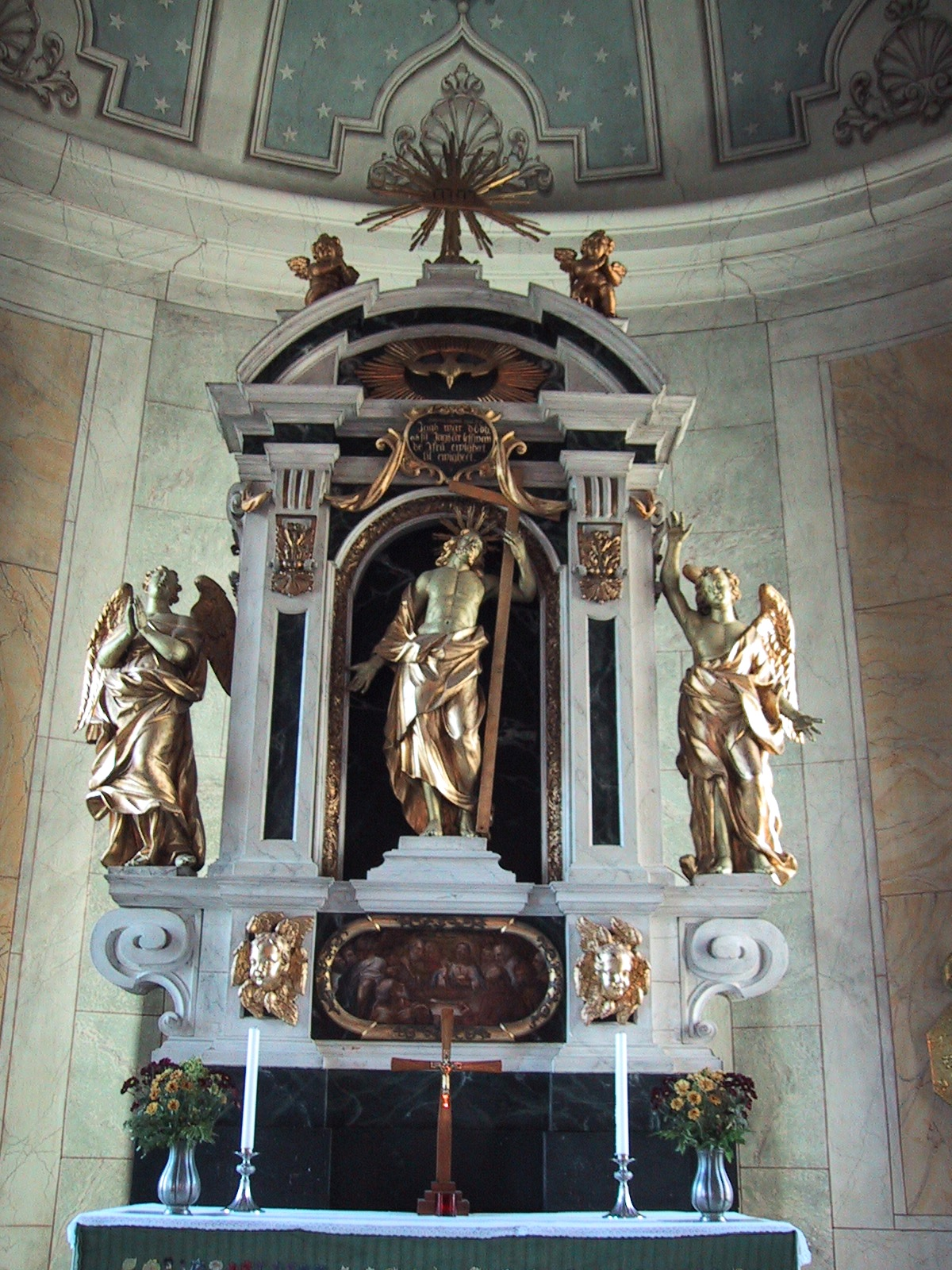
Altaruppsats
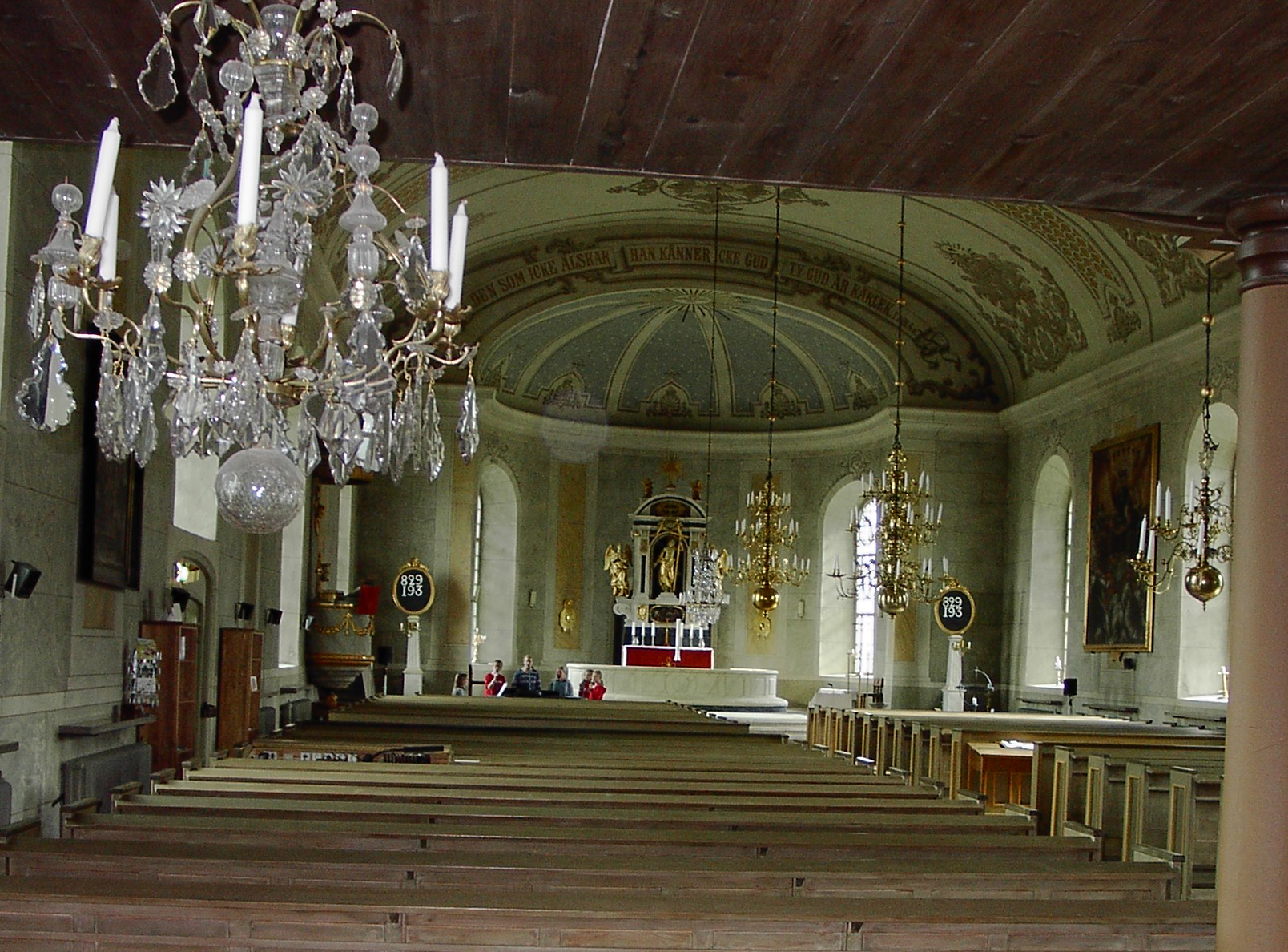
Kyrkorummet
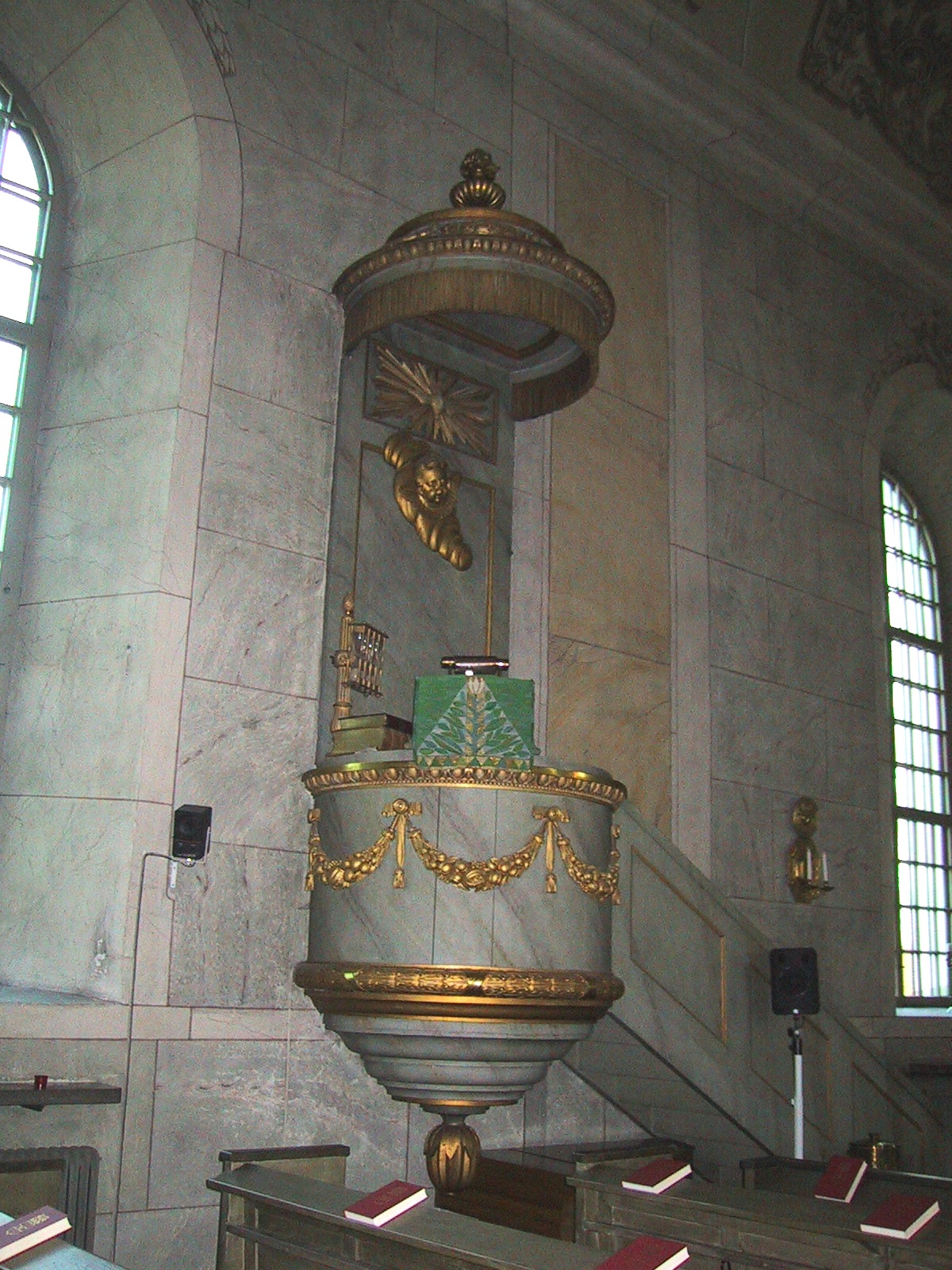
Predikstolen